# Dhading Besi
Dhading besi é uma cidade do centro do Nepal.